# Màrtirs d'Òtranto
Antoni Primaldo i els seus companys màrtirs, també coneguts com els màrtirs d'Òtranto, eren 813 habitants de Salento, a Òtranto, al sud d'Itàlia, que van ser assassinats el 14 d'agost de 1480 quan la ciutat va caure en mans d'una força otomana liderada per Gedik Ahmad Paixà. Segons la tradició, els assassinats van tenir lloc després que es negessin a convertir-se a l'islam.
Històricament, el setge d'Òtranto amb el martiri dels seus habitants va ser l'últim intent militar significatiu d'una força musulmana per conquerir el sud d'Itàlia. Els historiadors de la Unificació italiana Arnaldi i Scirocco ho van considerar una fita en la història europea, perquè a conseqüència d'aquest sacrifici la península italiana mai va ser conquerida per les tropes musulmanes. Els màrtirs es van presentar com a herois cívics que representaven la força i la fortalesa del poble italià.

## Història

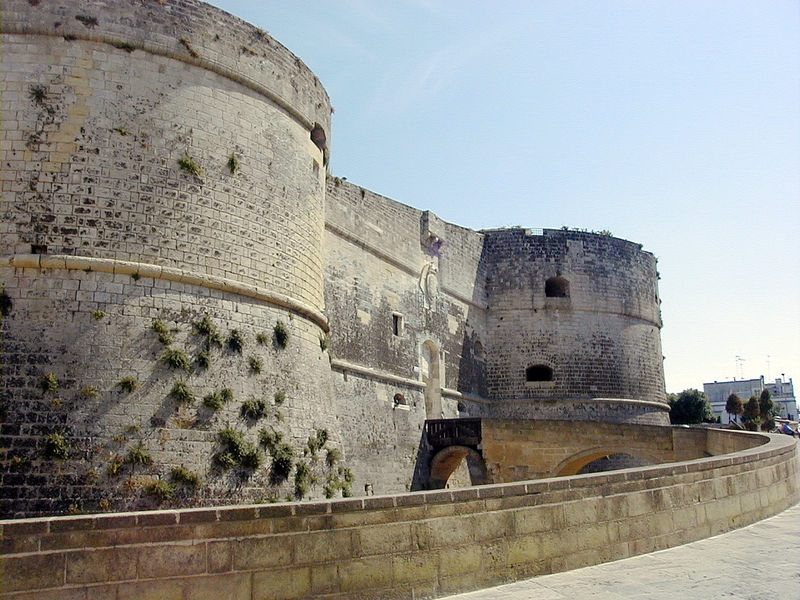
Castell d'Òtranto

### Setge
El 28 de juliol de 1480, una força otomana comandada per Gedik Ahmed Pasha, formada per 90 galeres, 40 galiots i altres vaixells que transportaven uns 150 tripulants i 18.000 efectius, va aterrar sota les muralles d'Òtranto. La ciutat va resistir els primers assalts otomans, però la guarnició no va poder suportar durant molt de temps el bombardeig. Soldats i habitants van abandonar la part principal de la ciutat el 29 de juliol, retirant-se a la ciutadella mentre els otomans intensificaven el bombardeig.
Els turcs van prometre clemència si la ciutat capitulava, però se'ls va informar que Òtranto mai no es rendiria. Un segon missatger turc enviat a repetir l'oferta va ser assassinat amb fletxes i un guardià d'Otranto va llançar les claus de la ciutat al mar. Després l'artilleria otomana va reprendre el bombardeig.
Es va enviar un missatger per demanar ajuda a Ferran I de Nàpols, però la majoria de les milícies aragoneses ja estaven compromeses a la Toscana. Uns 350 soldats de la milícia d'Òtranto es van escapar per les muralles i van fugir. Els cinquanta soldats restants van lluitar al costat de la ciutadania abocant oli i aigua bullint sobre els turcs que intentaven escalar les muralles entre els canons.
La ciutadella va caure després d'un setge de quinze dies, el 12 d'agost. Obertes escletxes a les muralles, els turcs van començar a lluitar per la ciutat. En arribar a la catedral van trobar l'arquebisbe Stefano Agricolo, completament vestit i crucifix a la mà que els esperava amb el comte Francesco Largo. L'arquebisbe va ser decapitat davant l'altar, els seus companys van ser serrats per la meitat i els sacerdots acompanyants van ser assassinats. Després de profanar la catedral, van reunir les dones i els nens més grans per ser venuts com esclaus a Albània. Van matar els homes de menys de quinze anys, nens petits i lactants.

### Massacre
La historiografia tradicional exposa que els otomans van demanar a 800 persones que podien escollir entre convertir-se a l'islam o ser assassinades. Un sastre anomenat Antonio Primaldi va proclamar: "Ara és hora que lluitem per salvar les nostres ànimes pel Senyor. I com que va morir a la creu per nosaltres, convé que morim per ell". El 14 d'agost van ser conduïts al turó de Minerva, que més tard seria rebatejat com el turó dels màrtirs. Allà havien de ser decapitats començant per Primaldi. En ser testimoni d'això, un oficial otomà anomenat Bersabei es va convertir al lloc i va ser assassinat immediatament pels seus companys.
Els historiadors han quantificat en 12.000 les persones van morir i 5.000 les que van esdevenir esclaus, incloses les víctimes dels territoris propers a Salento.
La xifra de morts inclou tant els morts durant la caiguda de la ciutat com les conseqüències del setge, inclosos els residents a Òtranto, que en aquell moment tenia una població d'uns 6.000 habitants, com gent dels voltants. S'han donat diverses interpretacions dels fets que van provocar la seva mort, probablement hi havia diverses causes. Alguns historiadors moderns, com Nancy Bisaha i Francesco Tateo, han qüestionat els detalls del relat tradicional. Tateo assenyala que les primeres fonts contemporànies descriuen l'execució de fins a mil soldats o ciutadans, així com el bisbe local, però no esmenten la conversió com a condició per a la clemència, ni tampoc s'esmenta el martiri en els enviaments diplomàtics italians contemporanis ni en la crònica turca. Bisaha argumenta que és probable que hi hagués més habitants d'Òtranto venuts com esclaus que no pas sacrificats.
Altres historiadors, com Paolo Ricciardi i Salvatore Panareo, han argumentat que el primer any després del martiri no hi havia informació sobre les massacres al món cristià contemporani i va ser més tard, quan Òtranto va ser reconquerida pels napolitans, quan es van donar detalls de la massacre dels supervivents locals que la van veure.
L'historiador turc contemporani Pasha-zade Kemal va justificar la matança per motius religiosos. Un estudi modern suggereix que no necessàriament hi havia motivacions religioses, sinó que podria haver estat una mesura punitiva exigida per castigar la població local per la dura resistència que van oposar, cosa que va endarrerir l'avanç turc i va permetre al rei de Nàpols enfortir les fortificacions locals. Intimidar a altres poblacions de no resistir-se també podria haver estat una motivació dels invasors.
Després de desxifrar documents als arxius estatals de Mòdena, l'autor Daniele Palma suggereix que les execucions van ser el resultat d'una fallida diplomàtica. Els registres fan referència a les transferències bancàries i les negociacions de pagament per als captius després del setge d'Òtranto. Amb un rescat típic de 300 ducats,uns 3 anys d'ingressos per a una família normal, Palma diu que els morts eren probablement agricultors, pastors i altres persones massa pobres per obtenir el rescat.

### Conseqüències
Entre agost i setembre de 1480, el rei Ferran de Nàpols, amb l'ajut del seu cosí Ferran el Catòlic i del Regne de Sicília, va intentar sense èxit recuperar Òtranto. En veure els turcs com una amenaça, Alfons II de Nàpols va deixar les seves batalles amb els florentins per dirigir una campanya per alliberar Òtranto dels invasors otomans a partir de l'agost de 1480. La ciutat va ser finalment recuperada a la primavera de 1481 per les tropes d'Alfons recolzades per les forces del rei Maties Corví d'Hongria. Les calaveres dels màrtirs es van col·locar en un reliquiari de la catedral de la ciutat.

## Relíquies
El 13 d'octubre de 1481 els cossos dels otrantins es van trobar incorruptes i es van traslladar a la catedral de la ciutat. Des del 1485, algunes de les restes dels màrtirs van ser traslladades a Nàpols i col·locades sota l'altar de la Mare de Déu del Roser a l'església de Santa Caterina a Formiello, aquell altar que commemorava la victòria cristiana final sobre els otomans a Lepant del 1571. Posteriorment van ser traslladats a la capella del reliquiari, consagrada pel papa Benet XIII, i després a un lloc situat sota l'altar on ara es troben. Entre 2002 i 2003 es va confirmar la seva autenticitat.
El 1930, mossèn Cornelio Sebastiano Cuccarollo OFM va ser nomenat arquebisbe d'Òtranto i, en senyal d'afecte i reconeixement a la seva antiga diòcesi, va lliurar algunes de les relíquies al santuari de Santa Maria di Valleverde de Bovino, on havia estat bisbe des de 1923 fins 1930, on ara es troben a la cripta de la nova basílica. Altres relíquies dels màrtirs són venerades en diversos llocs de la Pulla, particularment a Salento, i també a Nàpols, Venècia i Espanya.

## Canonització
El 1539 es va iniciar un procés canònic. El 14 de desembre de 1771 Climent XIV va beatificar els 800 morts al Colle della Minerva i va autoritzar la seva veneració.
A petició de l'arxidiòcesi d'Òtranto, es va reprendre el procés i es va confirmar completament el procés anterior. El 6 de juliol de 2007, Benet XVI va emetre un decret que reconeixia que Primaldo i els seus companys de la ciutat van ser assassinats "per odi a la seva fe". El 20 de desembre de 2012 Benet va donar audiència privada al cardenal Angelo Amato, SDB, prefecte de la Congregació per a les Causes dels Sants, en el qual autoritzava la Congregació a promulgar un decret sobre el miracle de la curació de la germana Francesca Levote, atribuït a la intercessió del beat Antonio Primaldo i els seus acompanyants.
Van ser beatificats el 1771 i el papa Benet va anunciar la seva data de canonització l'11 de febrer de 2013. Van ser canonitzats pel papa Francesc el 12 de maig de 2013. Són els sants patrons de la ciutat d'Otranto i de l'arxidiòcesi d'Otranto.